# Grenay (Pas-de-Calais)
Grenay ist eine französische Gemeinde mit 6.674 Einwohnern (Stand: 1. Januar 2022) im Département Pas-de-Calais in der Region Hauts-de-France. Sie gehört zum Kanton Wingles im Arrondissement Lens und zum Gemeindeverband Lens-Liévin.

## Geographie
Die Gemeinde Grenay ist ein Bergbauort und eine banlieue von Liévin im Nordfranzösischen Kohlerevier. Sie besteht hauptsächlich aus den ehemaligen Bergarbeiter-Siedlungen Cité des Quarante, Cité du Maroc, Cité du Nr. 5 und Cité du Nr. 11. Eine große Abraumhalde im Norden der Gemeinde erinnert noch an die lange Steinkohlebergbau-Tradition. Umgeben wird Grenay von den Nachbargemeinden Mazingarbe im Norden, Loos-en-Gohelle im Osten, Liévin im Süden und Bully-les-Mines im Westen.

## Bevölkerungsentwicklung
| Jahr                       | 1962 | 1968 | 1975 | 1982 | 1990 | 1999 | 2006 | 2015 | 2022 |
| -------------------------- | ---- | ---- | ---- | ---- | ---- | ---- | ---- | ---- | ---- |
| Einwohner                  | 8730 | 8063 | 6902 | 5875 | 6213 | 6395 | 6532 | 6914 | 6674 |
| Quellen: Cassini und INSEE |      |      |      |      |      |      |      |      |      |

## Sehenswürdigkeiten
- Kirche Notre-Dame-du-Mont-Carmel
- Kirche Saint-Louis, Monument historique
- zwei Soldatenfriedhöfe des Commonwealth

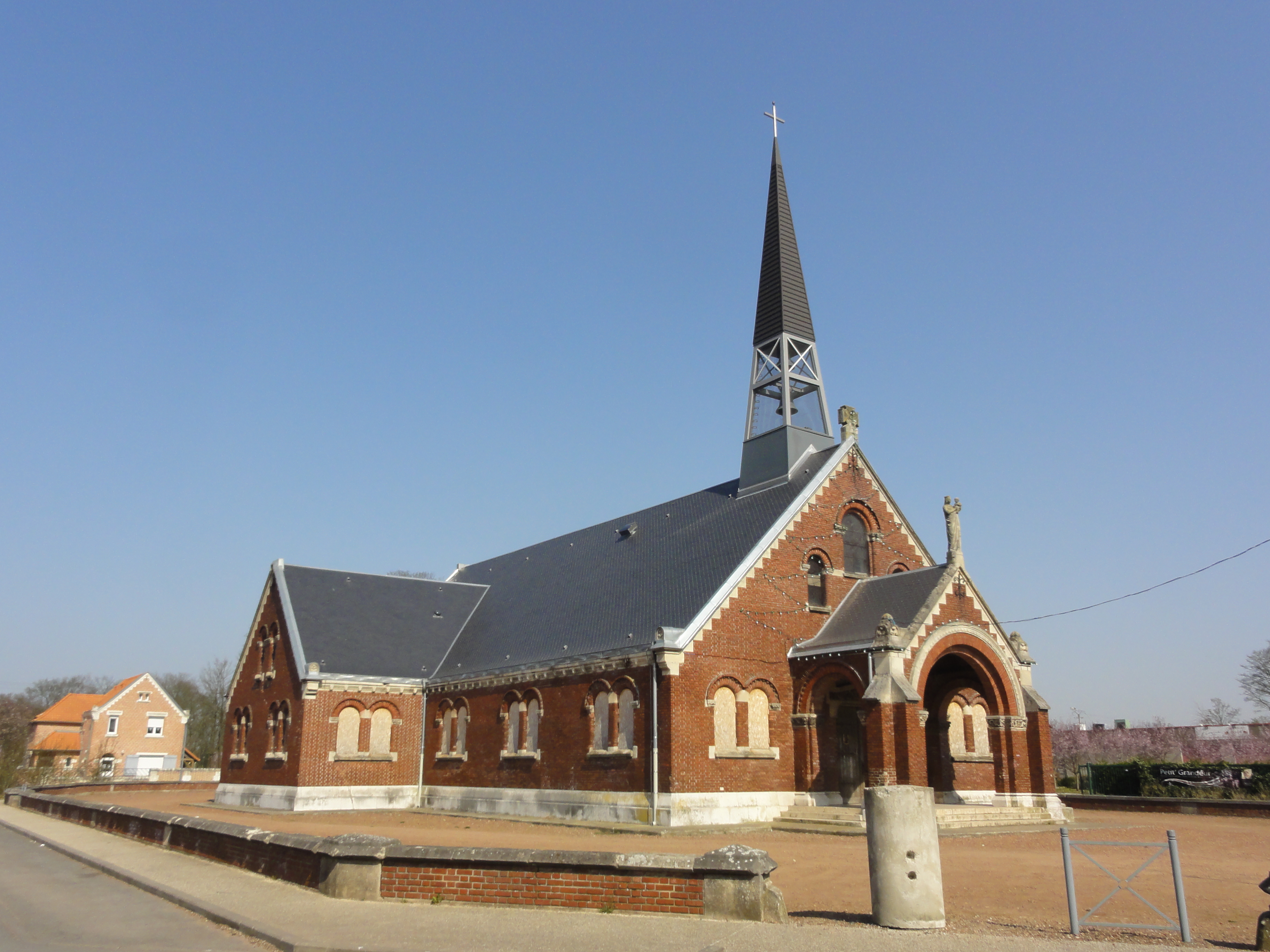
Kirche Saint-Louis
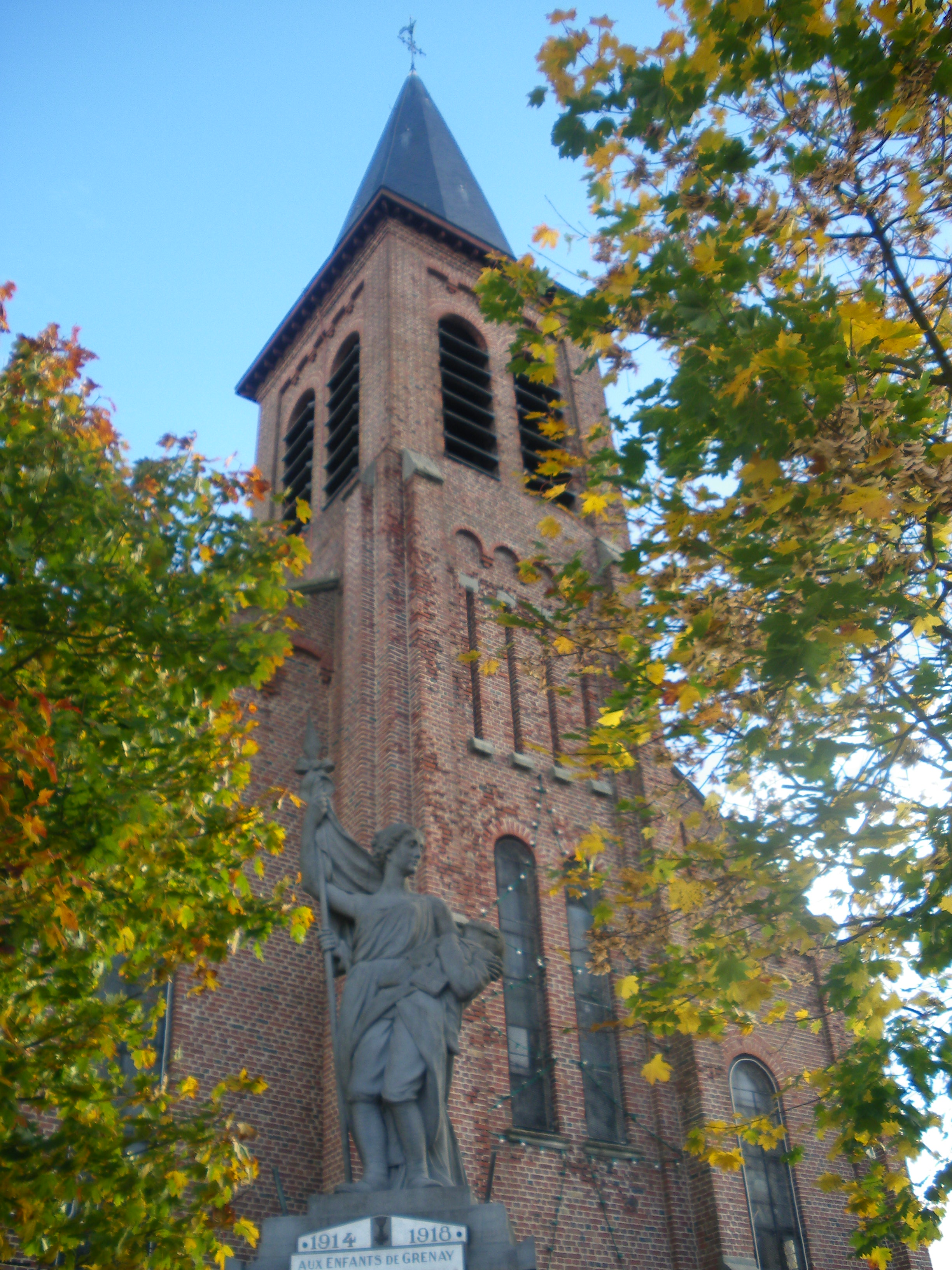
Kirche Notre-Dame-du-Mont-Carmel
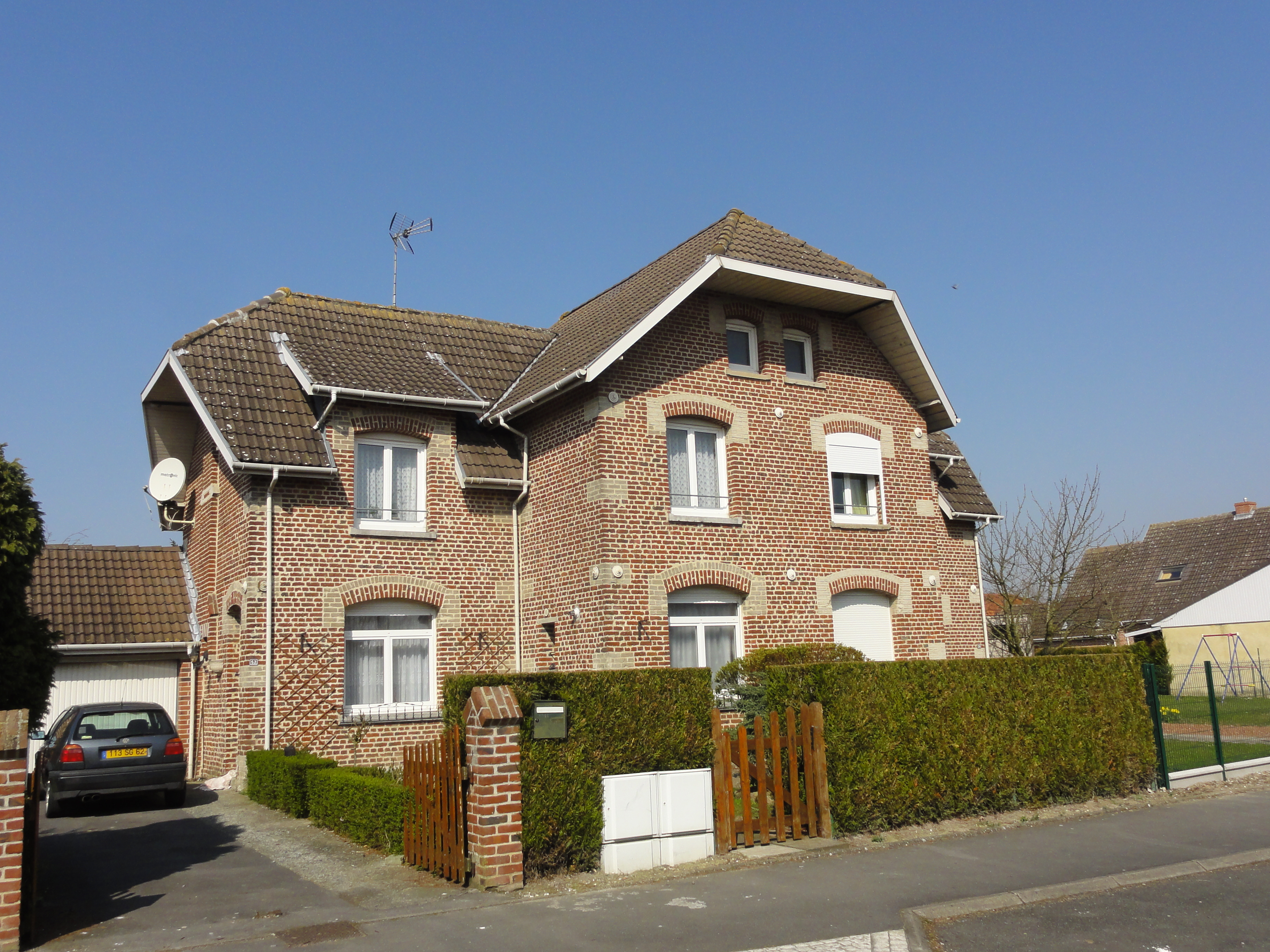
Bergarbeiterhaus der Zeche Nr. 11
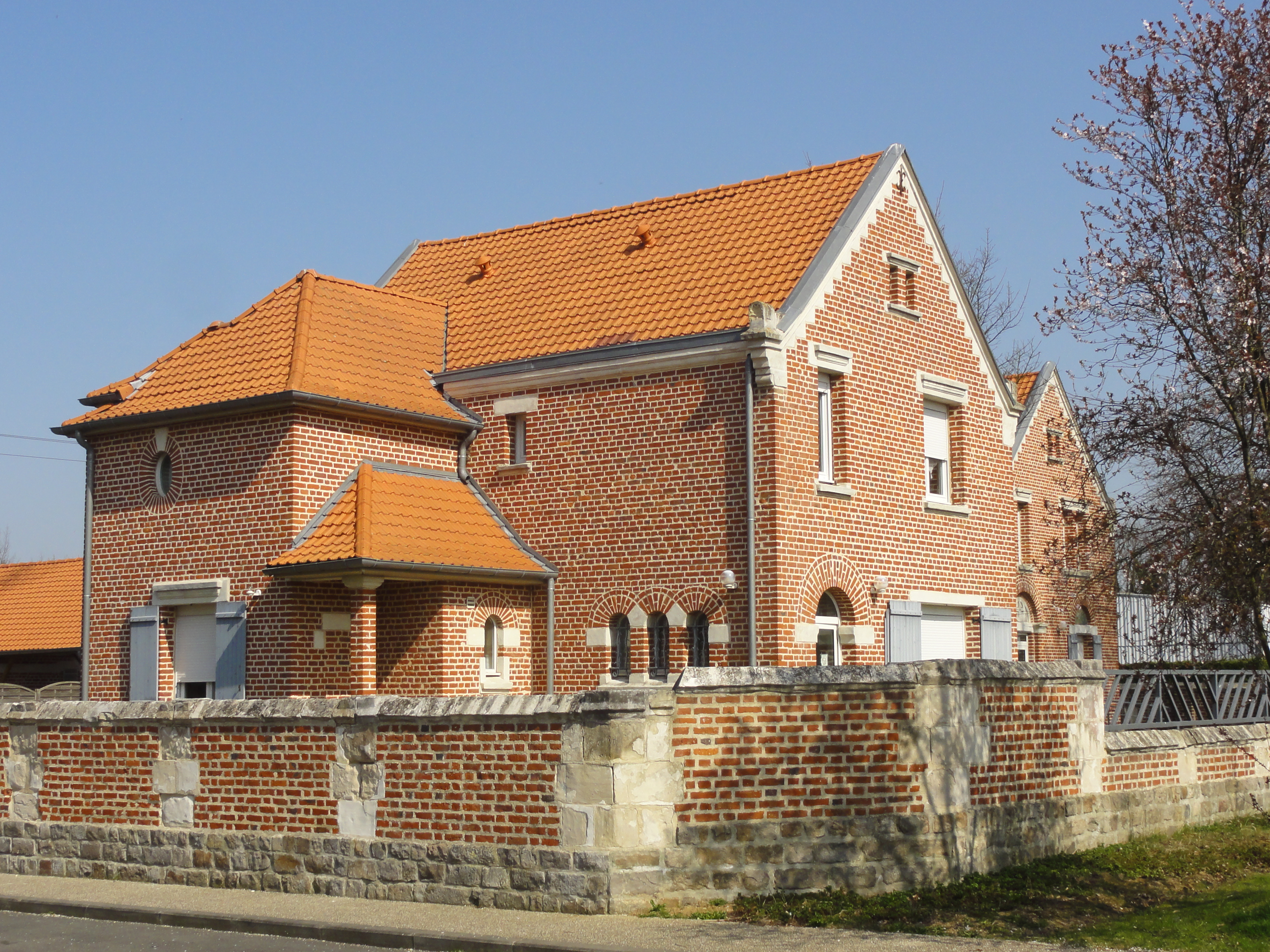
Pfarrhaus der Kirche Saint-Louis
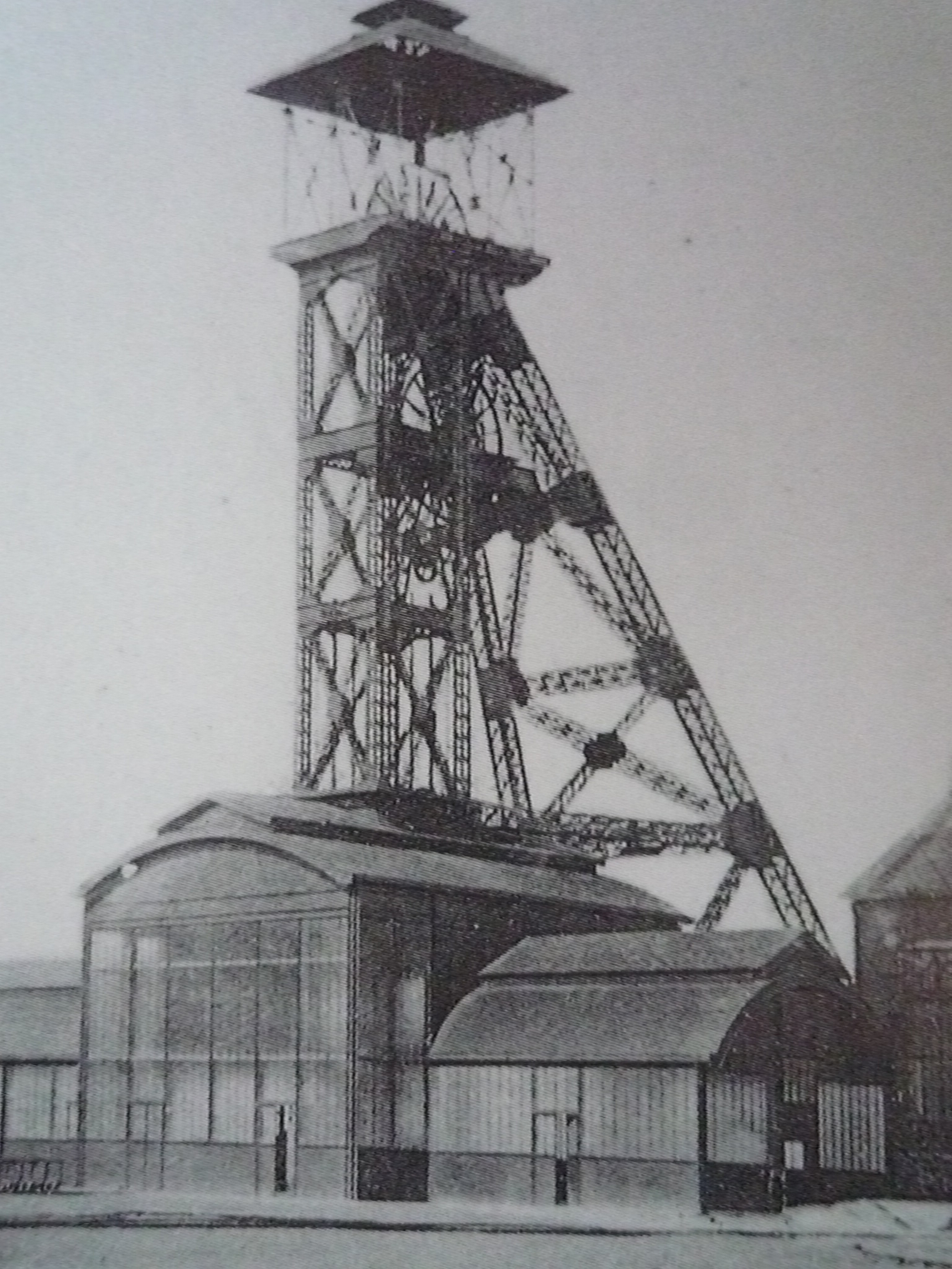
Ehemaliger Förderturm der Zeche Nr. 11

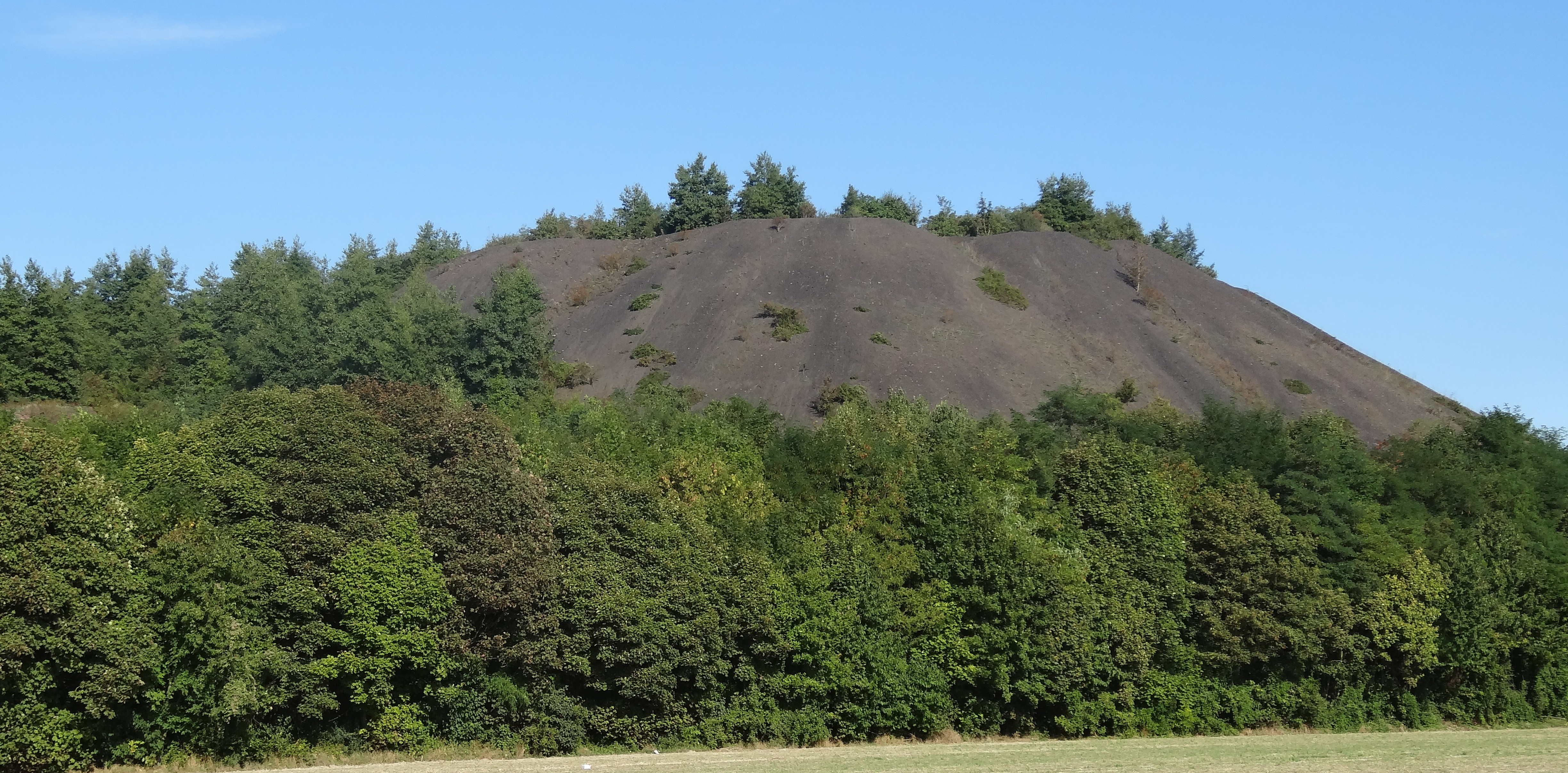
Abraumhalde 58A
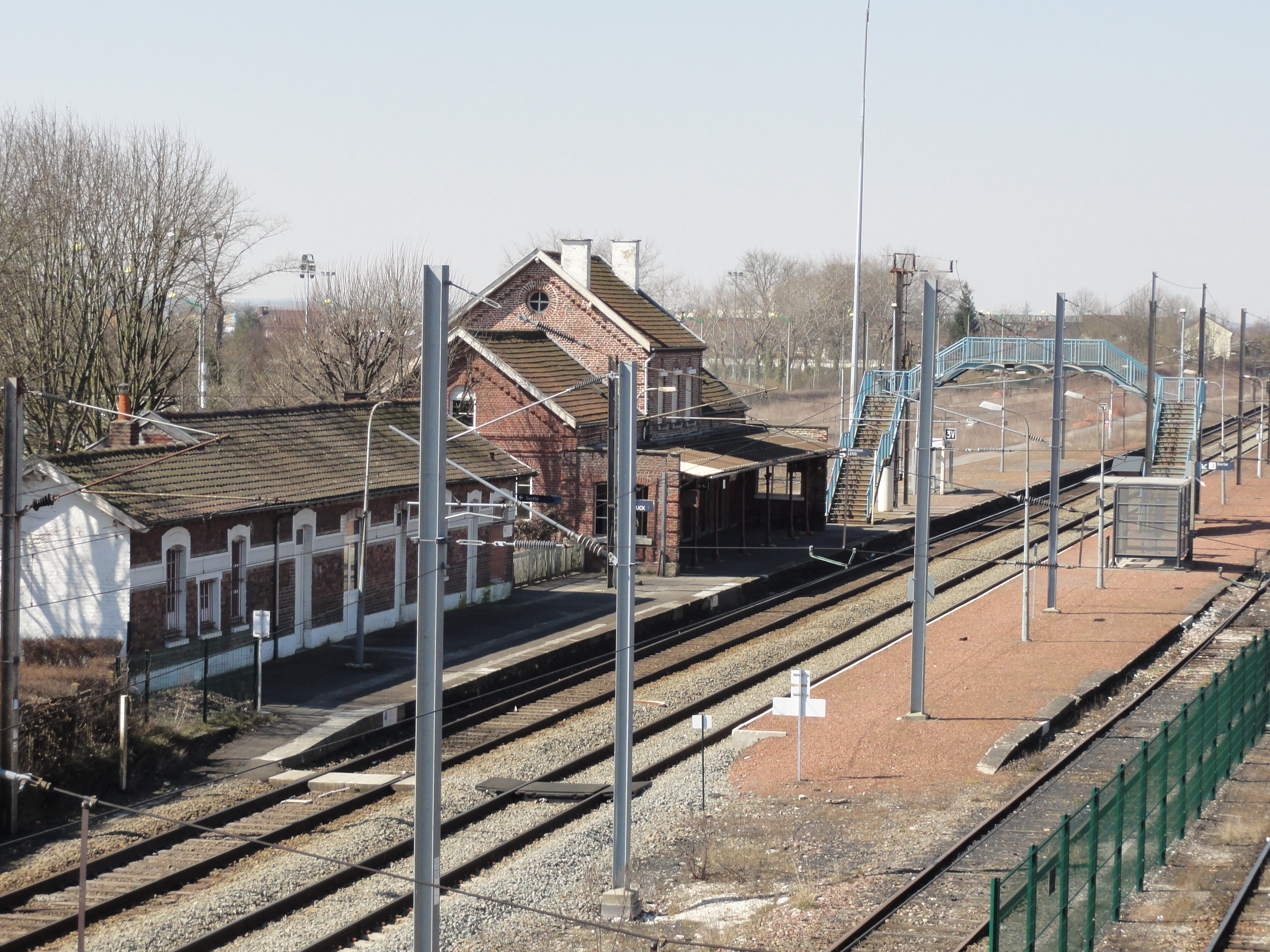
Bahnhof Bully - Grenay
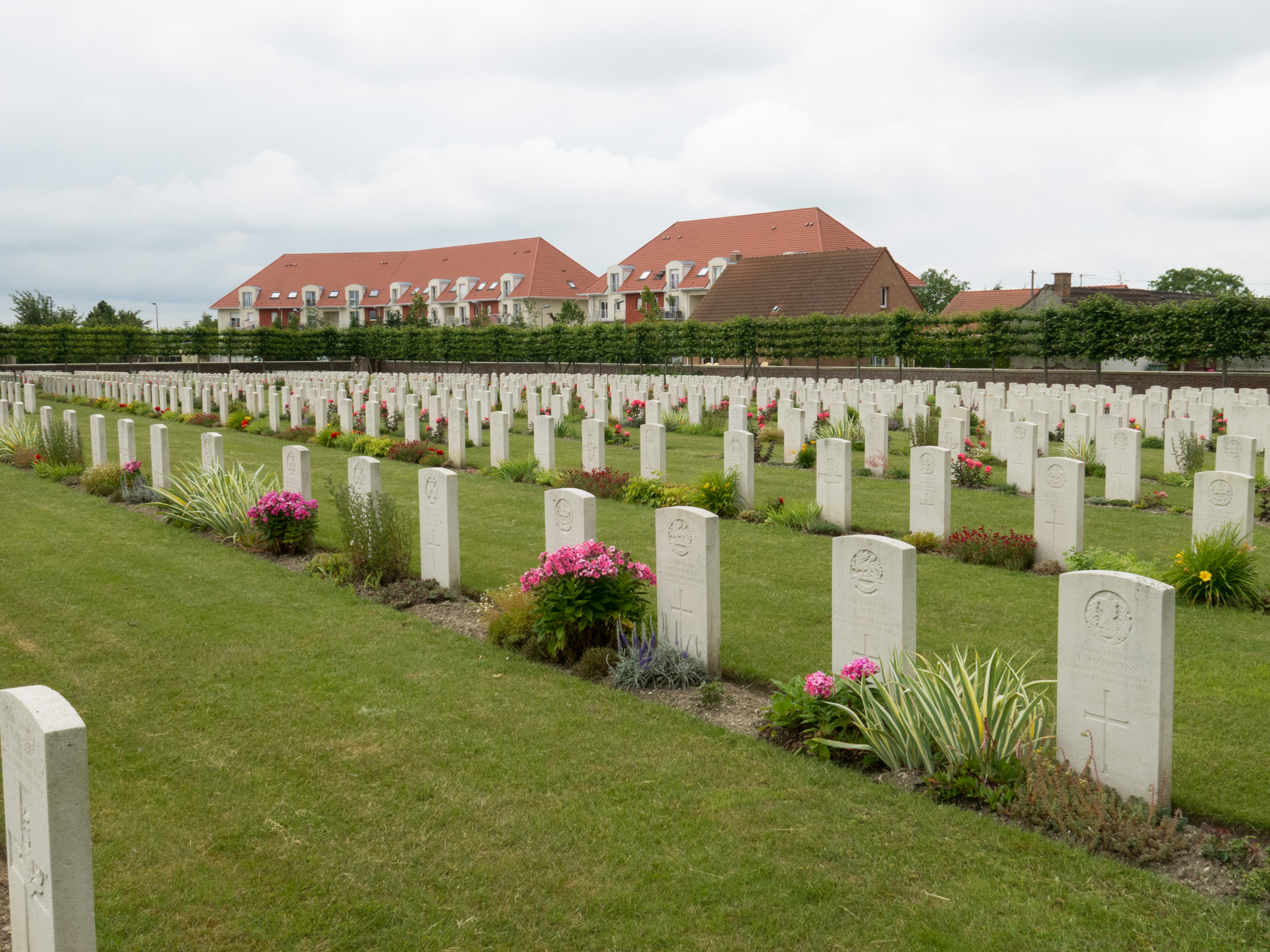
Maroc British Cemetery
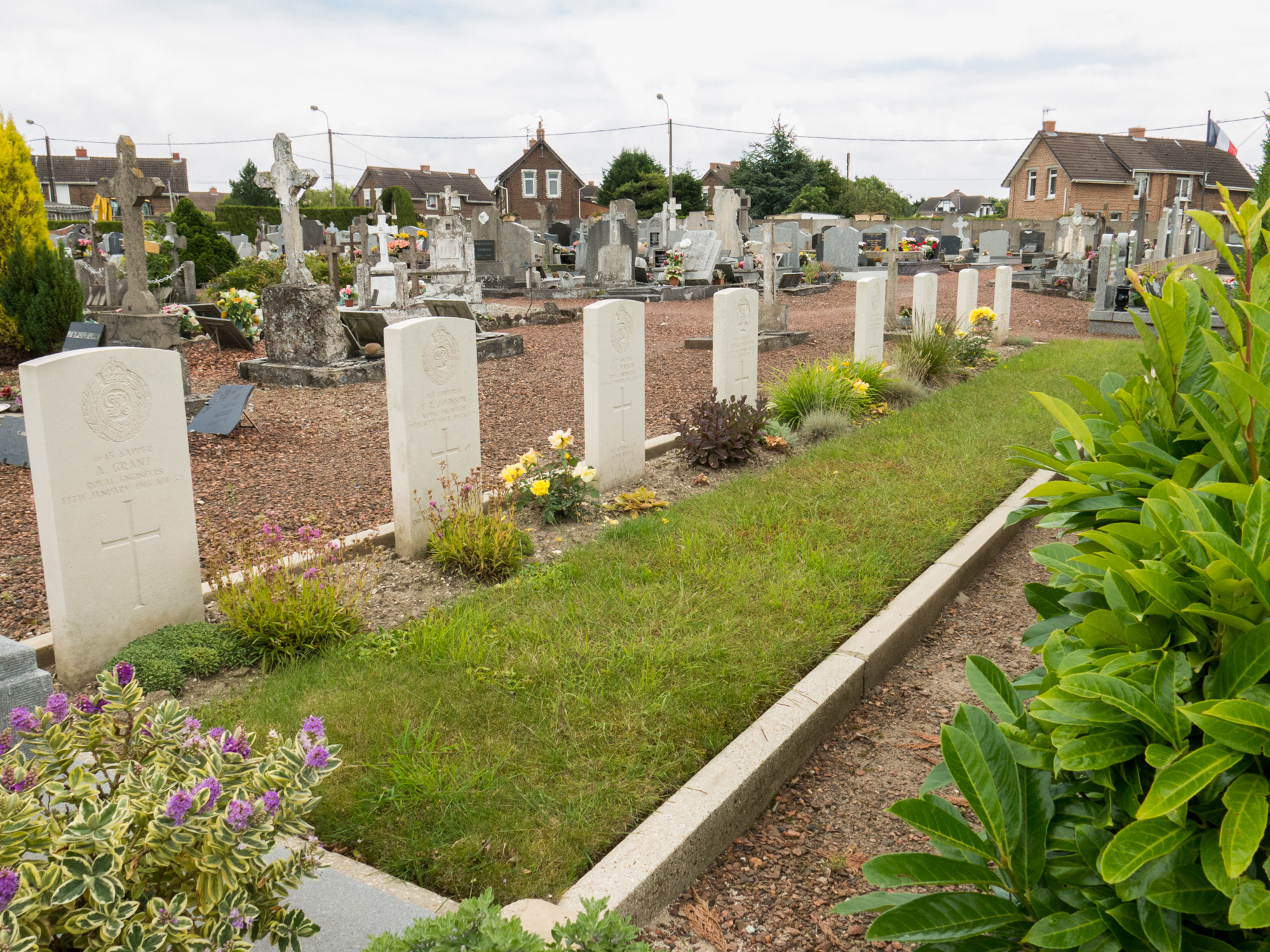
North Maroc Intercommunal Cemetery
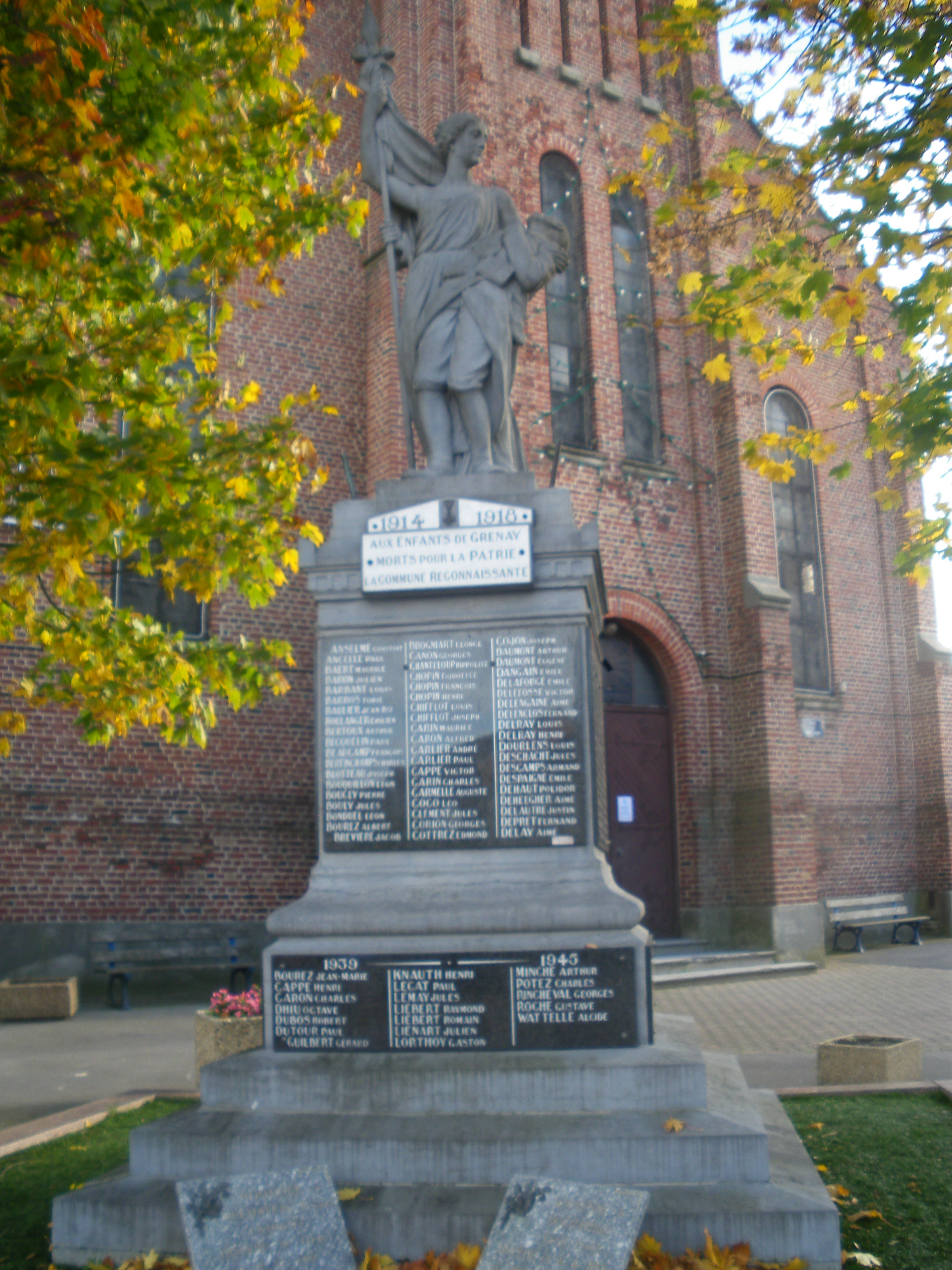
Gefallenendenkmal

## Partnergemeinden
- Ballyshannon, County Donegal, Irland
- Glauchau, Sachsen, Deutschland
- Ruddington, Nottinghamshire (England), Vereinigtes Königreich

## Persönlichkeiten
- Barthélemy Hanrion (1914–2000), römisch-katholischer Ordensgeistlicher und Bischof von Dapango